# Joe Kovacs
Joseph Mathias Kovacs (conocido como Joe Kovacs; Bethlehem, 28 de junio de 1989) es un deportista estadounidense que compite en atletismo, especialista en la prueba de lanzamiento de peso.
Participó en tres Juegos Olímpicos de Verano, obteniendo tres medallas de plata, en Río de Janeiro 2016, Tokio 2020 y París 2024, en el lanzamiento de peso. Ganó cinco medallas en el Campeonato Mundial de Atletismo entre los años 2015 y 2023.

## Palmarés internacional
| Juegos Olímpicos   | Juegos Olímpicos        | Juegos Olímpicos  | Juegos Olímpicos |
| Año                | Lugar                   | Medalla           | Prueba           |
| ------------------ | ----------------------- | ----------------- | ---------------- |
| 2016               | Río de Janeiro (Brasil) | Medalla de plata  | Peso             |
| 2020               | Tokio (Japón)           | Medalla de plata  | Peso             |
| 2024               | París (Francia)         | Medalla de plata  | Peso             |
| Campeonato Mundial |                         |                   |                  |
| Año                | Lugar                   | Medalla           | Prueba           |
| 2015               | Pekín (China)           | Medalla de oro    | Peso             |
| 2017               | Londres (Reino Unido)   | Medalla de plata  | Peso             |
| 2019               | Doha (Catar)            | Medalla de oro    | Peso             |
| 2022               | Eugene (Estados Unidos) | Medalla de plata  | Peso             |
| 2023               | Budapest (Hungría)      | Medalla de bronce | Peso             |